# Montefalco Sagrantino
Der Montefalco Sagrantino DOCG (frühere Bezeichnung Sagrantino di Montefalco) ist ein trockener, roter DOCG-Wein aus Umbrien, Italien. Er wird aus der Sagrantino-Traube hergestellt. Der Wein besitzt seit 1979 eine „kontrollierte Herkunftsbezeichnung“ (Denominazione di origine controllata – DOC). Seit 1992 wurde er in die höhere Stufe einer DOCG eingeordnet. Diese wurde zuletzt am 7. März 2014 aktualisiert. Er wird in den Typen „Secco“ (trocken) und „Passito“ (Dessertwein) hergestellt.

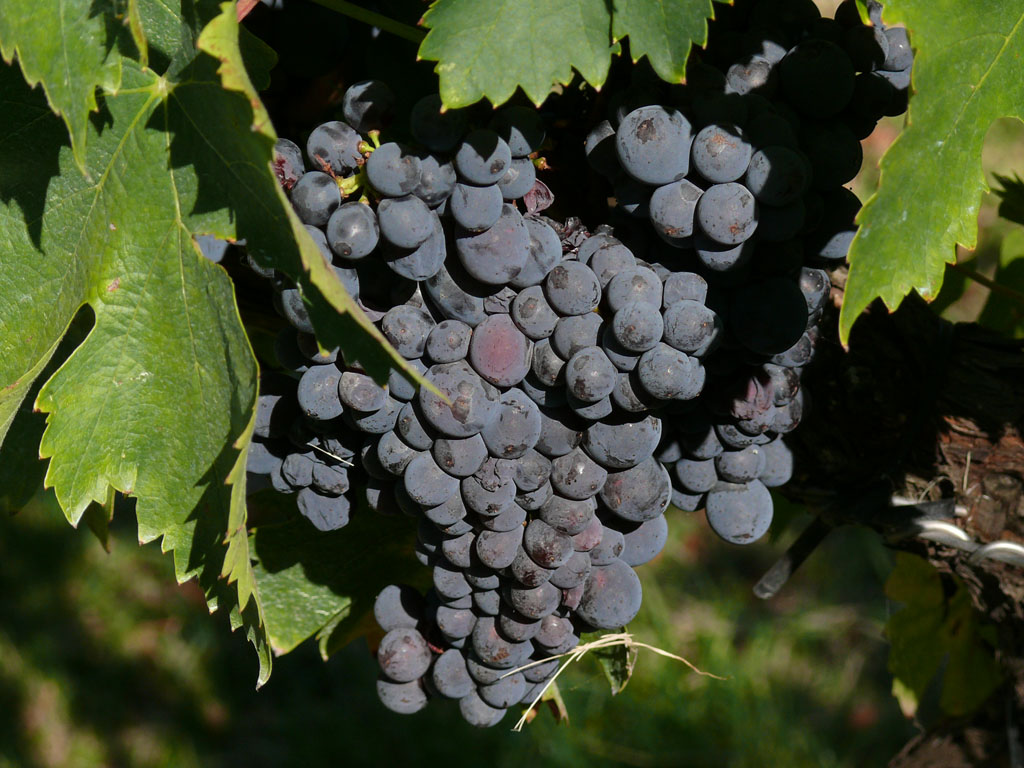
Rebsorte Sagrantino

## Erzeugung
Weine mit der Bezeichnung Montefalco Sagrantino werden ausschließlich aus der roten Rebsorte Sagrantino hergestellt.

## Anbau
Der Anbau und die Vinifikation der Weine sind gestattet in Montefalco sowie in Teilen der Gemeinden: Bevagna, Gualdo Cattaneo, Castel Ritaldi und Giano dell’Umbria (alle in der Provinz Perugia).
Im Jahr 2016 wurden von 413 Hektar Rebfläche 13.942 Hektoliter DOCG-Wein produziert.

## Beschreibung
Laut Denomination:

### Montefalco Sagrantino Secco
- Farbe: Rubinrot manchmal mit violetten Reflexen  – tendiert mit zunehmender Reife zu Granatrot
- Geruch: zart, charakteristisch, erinnert an Brombeeren
- Geschmack: trocken, harmonisch
- Alkoholgehalt: mindestens 13,0 Vol.-%
- Säuregehalt: mind. 4,5 g/l
- Trockenextrakt: mind. 26,0 g/l

### Montefalco Sagrantino Passito
- Farbe: intensives Rubinrot manchmal mit violetten Reflexen  – tendiert mit zunehmender Reife zu Granatrot
- Geruch: zart, charakteristisch, erinnert an Brombeeren
- Geschmack: lieblich, harmonisch, angenehm
- Alkoholgehalt: mindestens 18,0 Vol.-%
- Säuregehalt: mind. 4,5 g/l
- Trockenextrakt: mind. 35,0 g/l
- Gesamtzuckergehalt: 80–180 g/l